# السجلات القمرية
سجلات القمرية هي سلسلة من خمس روايات فانتازيا للشباب البالغين للكاتبة الأمريكية ماريسا ميير، كل كتاب يحمل شكلا جديدا لحكاية خرافية قديمة، من ضمنها سندريلا، ذات الرداء الأحمر، رابونزل و بياض الثلج. تدور القصة في عالم مستقبلي، يتايعش فيه البشر، السايبورغ، والروبوتات.